# Resistent zetmeel
Resistent zetmeel is zetmeel dat zonder afbraak in bruikbare koolhydraten de dikke darm bereikt.
Het is in feite een voedingsvezel. Het kan wel als voeding dienen voor de dikke-darmflora. De term "resistent" heeft te maken met in hoeverre het zetmeel door het lichaam afgebroken kan worden.
Het resistent zijn ligt niet aan de chemische structuur. De chemische definitie van zetmeel (amylose) ligt vast. Het is de manier waarop het zetmeel in de (plantaardige) bron is opgeslagen die bepaalt in hoeverre ons spijsverteringssysteem in staat is deze te bereiken en door middel van enzymen af te breken tot voor het menselijk lichaam bruikbare suikers.